# ジモトに帰れないワケあり男子の14の事情
『ジモトに帰れないワケあり男子の14の事情』（じもとにかえれないわけありだんしの14のじじょう）は、朝日放送グループホールディングス（ABCHD）と朝日放送テレビ（ABCテレビ）の制作により2021年4月18日から6月20日まで、『ドラマL』枠で放送されたオムニバステレビドラマ。主演は関西ジャニーズJr.（なにわ男子、Aぇ! group、Lil かんさい、Boys be）。全10回14話。

## キャスト
- #放送日程の主演欄を参照

### ゲスト
- 各話ヒロインは#放送日程のヒロイン欄を参照

Episode1
- ハルカ（マキトの高校時代の友人） - 尾崎由香
- 長澤瞳（有名デザイナー、デザイン会社社長） - 池谷のぶえ
- 富士野高生（洋食屋マスター） - 池田成志

Episode3
- 氷室コージ（天才漫画家） - 坂口涼太郎

## スタッフ
- 脚本 - 村上大樹、モラル、内田裕基、能塚裕喜
- チーフプロデューサー - 山崎宏太（朝日放送テレビ）
- プロデューサー - 矢内達也（朝日放送テレビ）、大畑拓也（朝日放送テレビ）、中西研二（MMJ）、森一季（MMJ）
- 監督 - 小野浩司、村上大樹、倉木義典
- 音楽 - 牧戸太郎
- 主題歌 - 関西ジャニーズJr.「鼓動」
- 制作協力 - MMJ
- 制作著作 - 朝日放送グループホールディングス、朝日放送テレビ

## 放送日程
| 話数      | 放送日  | サブタイトル           | 主演                                      | ヒロイン                       | 脚本     | 演出     |
| --------- | ------- | ---------------------- | ----------------------------------------- | ------------------------------ | -------- | -------- |
| Episode1  | 4月17日 | ラッキームーン・前編   | 大橋和也（タカシ役） 末澤誠也（マキト役） | 小川紗良（みのり役）           | 村上大樹 | 小野浩司 |
| Episode2  | 4月24日 | オムライスの神様       | 嶋崎斗亜（タイチ役）                      | 小川紗良（みのり役）           | 村上大樹 | 小野浩司 |
| Episode3  | 5月01日 | ワケあり漫画家         | 福本大晴（サトシ役）                      |                                | モラル   | 小野浩司 |
| Episode4  | 5月01日 | 代役彼女               | 小島健（洋平役）                          | 久間田琳加（サキ役）           | 能塚祐喜 | 小野浩司 |
| Episode5  | 5月08日 | いえないふたり         | 西畑大吾（新太役）                        |                                | 内田裕基 | 倉木義典 |
| Episode6  | 5月15日 | 帰省チキンレース       | 岡﨑彪太郎（洋二役）                      | 西尾まり（食堂のおばちゃん役） | モラル   | 倉木義典 |
| Episode7  | 5月15日 | ぼくたちの未来         | 西村拓哉（ユキト役）                      |                                | 内田裕基 | 倉木義典 |
| Episode8  | 5月22日 | 景気よくパーッと！     | 高橋恭平（ワタル役）                      | 山下リオ（美樹役）             | 能塚祐喜 | 倉木義典 |
| Episode9  | 5月29日 | 燃やせカラダ           | 草間リチャード敬太（テル役）              | 青山めぐ                       | モラル   | 小野浩司 |
| Episode10 | 5月29日 | 濡れ衣を着せられて     | 當間琉巧(大島サチオ役)                    | 松風理咲(小寺カリン役)         | モラル   | 小野浩司 |
| Episode11 | 6月05日 | 隣の芝生は青い!?       | 佐野晶哉（ジュンヤ役）                    | 武田玲奈（アンナ役）           | モラル   | 村上大樹 |
| Episode12 | 6月13日 | 憂鬱なオトコたち       | 大西風雅（ジュオン役）                    |                                | 能塚祐喜 | 村上大樹 |
| Episode13 | 6月13日 | 売れるまでは帰れないっ | 小柴陸（コウスケ役）                      |                                | 村上大樹 | 村上大樹 |
| Episode14 | 6月19日 | ラッキームーン・後編   | 大橋和也（タカシ役） 末澤誠也（マキト役） | 小川紗良（みのり役）           |          | 小野浩司 |

### インターネット配信
見逃し配信については、ドラマL#ネット配信を参照。
| 配信元 | 配信期間     | 備考           |
| ------ | ------------ | -------------- |
| TELASA | 放送済分全話 | 有料見放題配信 |
| dTV    | 放送済分全話 | 有料見放題配信 |
| Hulu   | 放送済分全話 | 有料見放題配信 |
| U-NEXT | 放送済分全話 | 有料見放題配信 |

| 朝日放送テレビ制作・テレビ朝日系 ドラマL                                              | 朝日放送テレビ制作・テレビ朝日系 ドラマL                           | 朝日放送テレビ制作・テレビ朝日系 ドラマL |
| 前番組                                                                                | 番組名                                                             | 次番組                                   |
| ------------------------------------------------------------------------------------- | ------------------------------------------------------------------ | ---------------------------------------- |
| 3Bの恋人 絶対に付き合ってはいけない男たちとの危険な恋物語 （2021年1月10日 - 3月14日） | ジモトに帰れないワケあり男子の14の事情 （2021年4月18日 - 6月20日） | 痴情の接吻 （2021年7月4日 - 9月27日）    |